# Нарцис (цвете)
Вижте пояснителната страница за други значения на Нарцис.
Нарцис (Narcissus) е от семейство Кокичеви. Той е многогодишно растение. Съставен от 60 вида, произхождащи от умерените райони на Централна и Западна Европа, Западна Азия, Северна Африка. Много видове от рода отдавна се ценят и се отглеждат като декоративни растения. Създадени са над 12 хил. култивирани сорта със сложен хибриден произход, обединени под наименованието Narcissus x hybrida hort.

## Легенда
Според древногръцката митология Нарцис бил много красив юноша, син на речния бог Кефис и нимфата Лавриона. Прорицателят Тирезий казал на родителите му, че тяхното дете ще доживее до дълбока старост, само ако никога не види лицето си. Нарцис израснал много красив младеж, за чиято любов копнеели много нимфи, но той бил безразличен към всички. Когато видял за пръв път отразеното си лице във вода, Нарцис се влюбил в него и се удавил, след като се опитал да го достигне. На мястото пораснали красивите бели и жълти цветя – нарциси.

## Описание
Това цвете има много подвидове. Освен това, селекционерите непрекъснато експериментират с него. Новите сортове имат по-едри цветове, по-стабилни дръжки, по-разнообразни багри на цветовете – бели, кремави, жълти с различна интензивност.
Различните видове цъфтят от март до май и достигат от 20 до 60 см височина. Като останалите луковични растения, нарцисът се размножава чрез стари и нови луковици, които трябва да се садят през есента на дълбочина 10 – 15 см. Обича слънце или полусянка и вирее във всяка градинска почва. Луковицата и цветовете съдържат алкалоиди.

## Отглеждане
Нарцисите предпочитат слънчеви или леко засенчени места. Не понасят варовити и заблатени почви – идеално се развиват на рохкава песъчливо-глинеста почва, наторена с прегорял оборски тор. Растенията се нуждаят от обилно поливане без задържане на вода в почвата, особено след цъфтежа, защото тогава в луковицата се залага бъдещият цвят. Засаждането на луковиците трябва да става през втората половина на септември до началото на октомври, тъй като тогава започва началото на вегетацията след летния покой и под повърхността на почвата започва да расте нивият летораст. С настъпването на отрицателните температури растежът спира и се възобновява рано напролет. След цъфтежа през април – май листата се запазват още известно време, фотосинтезират, натрупват резервни хранителни вещества в луковичните люспи. През юни листата засъхват, корените също и растенията навлизат в период на покой. Първото подхранване с минерални торове се прави при настъпване на вегетацията, второто при появата на цветоносното стъбло и третото в края на цъфтежа. В началото по-интензивно е азотното торене, а след това калиевото и фосфорното. Поливките през вегетацията спомагат за увеличаване височината на цветоносното стъбло, удължават периода на цъфтеж и образуването на по-едри луковици. Нарцисите се размножават лесно чрез отделяне на новите луковички, които зацъфтяват на втората-третата година. Бебетата се отделят от майчината луковица през втората половина на лятото; в края на лятото по-големите се засаждат по-дълбоко, а малките по-плитко. За разлика от лалетата и зюмбюлите, нарцисите могат да останат до 5 години на едно и също място, без това да се отрази на цъфтежа и развитието им.

## Други
На нарциса са наречени улиците „Нарцис“ в квартал „Драгалевци“ (Карта) и „Бял нарцис“ в квартал „Карпузица“ (Карта) в София.